# 4752 Myron
4752 Myron је астероид главног астероидног појаса чија средња удаљеност од Сунца износи 3,086 астрономских јединица (АЈ).
Апсолутна магнитуда астероида је 12,2.